# مارسلو زارووس
مارسلو زارووس (پرتغالی: Marcelo Zarvos؛ زادهٔ اکتبر ۱۹۶۹) یک آهنگ‌ساز و نوازنده پیانو اهل برزیل است.

## فیلم‌شناسی
- تالی (۲۰۰۰)
- Kissing Jessica Stein (۲۰۰۱)
- The Mudge Boy (۲۰۰۳)
- در طبقه (۲۰۰۴)
- Strangers with Candy (۲۰۰۵)
- Our Brand Is Crisis (۲۰۰۵)
- Boynton Beach Club (۲۰۰۵)
- معمار (۲۰۰۶)
- Ira & Abby (۲۰۰۶)
- هالیوودلند (۲۰۰۶)
- چوپان خوب (۲۰۰۶)
- تو منو کشتی (۲۰۰۷)
- هوایی که تنفس می‌کنم (۲۰۰۷)
- Trainwreck: My Life as an Idiot (۲۰۰۷)
- چه اتفاقی افتاده‌است؟ (۲۰۰۸)
- Winged Creatures (۲۰۰۸)
- نیویورک، دوستت دارم (segment "Joshua Marston") (2008)
- Last Stop 174 (۲۰۰۸)
- Taking Chance (۲۰۰۹)
- بهترین‌های بروکلین (۲۰۰۹)
- بدون نام (۲۰۰۹)
- لطفاً کمک کنید (۲۰۱۰)
- مرا بیاد داشته باش (۲۰۱۰)
- تو جک را نمی‌شناسی (۲۰۱۰)
- حیوان‌صفت (۲۰۱۱)
- سگ‌آبی (۲۰۱۱)
- Too Big to Fail (۲۰۱۱)
- دوستان همراه کودکان (فیلم) (۲۰۱۱)
- کلمات (۲۰۱۲)
- خلیج (۲۰۱۲)
- Won't Back Down (۲۰۱۲)
- Reaching for the Moon (۲۰۱۳)
- Phil Spector (۲۰۱۳)
- بحث کافیه (۲۰۱۳)
- چهره عشق (۲۰۱۳)
- Little Accidents (۲۰۱۴)
- تحقیر (۲۰۱۴)
- Adult Beginners (۲۰۱۴)
- فراتر از آمریکا (۲۰۱۵)
- Rock the Kasbah (۲۰۱۵)
- Our Kind of Traitor (۲۰۱۵)